# Kees van der Ploeg
Cornelis Johannes (Kees) van der Ploeg Zoeterwoude, 15 december 1907 - Haarlem, 7 maart 1973 was een Nederlands bollenkweker, vakbondsbestuurder en politicus van de Katholieke Volkspartij (KVP). Hij is de vader van voormalig CDA-politica Ans Willemse-van der Ploeg.

## Biografie
Van der Ploeg was afkomstig uit een arbeidersgezin uit het katholieke Zoeterwoude in de Nederlandse provincie Zuid-Holland. Hij rondde aanvankelijk alleen de lagere school af en was werkzaam als tuindersknecht, hij begon zich door cursussen echter academisch te ontwikkelen. Hij was zeer actief in de Katholieke Bond van Werknemers in de Agrarische Bedrijfstakken "Sint Deus-dedit", waar hij van 1946 tot 1966 voorzitter van was.
Op 2 november 1949 werd van der Ploeg lid van de Tweede Kamer der Staten Generaal, waar hij namens deze fractie woordvoerder Sociale Zaken was. In de Tweede Kamer had hij een zekere voorkeur voor samenwerking tussen de KVP en de PvdA. In de KVP-fractie was hij vicefractievoorzitter onder Norbert Schmelzer, als vervangend fractievoorzitter speelde hij in 1965 en 1966 een grote rol in de kabinetsformaties.
In 1958 werd van der Ploeg op voordracht van de Staten-Generaal tevens lid van het Europees Parlement, die toen bestond uit afgevaardigden van de nationale parlementen van de lidstaten.